# Roy Fuller
Roy Broadbent Fuller född 11 februari 1912, död 27 september 1991, var en brittisk författare, mest känd som poet.  
Fuller föddes i Failsworth, nära Oldham, och växte upp i Blackpool. Han arbetade som juridiskt ombud för ett bostadsbolag och tjänstgjorde inom brittiska flottan 1941–1946.
Poems (1939) var hans första bok inom lyriken. Under 1950-talet började han även att skriva prosa. Han var Professor vid Oxfords universitet mellan åren 1968 och 1973. Poeten John Fuller är hans son.

### Utgivet på svenska
- Den andra ridån 1957
- Fantasi och fuga 1957
- Människor i företag 1958
- Grållens värld 1961

## Priser och utmärkelser
- Duff Cooper prize 1968 för New poems